# Hemerobius ternarius
Hemerobius ternarius är en insektsart som beskrevs av C.-k. Yang 1987. Hemerobius ternarius ingår i släktet Hemerobius och familjen florsländor. Inga underarter finns listade i Catalogue of Life.